# Dialetti arabi
     1. ḥassānī (mauritano)
     2. marocchino
     3. sahariano
     4. algerino
     5. tunisino
     6. libico
     7. egiziano
     8. bedawī
     9. ṣaʿīdī
     10. ciadico
     11. sudanese
     12. ǧūbā
     13. naǧdī
     14. levantino
     15. mesopotamico settentrionale
     16. mesopotamico
     17. del Golfo
     18. baḥārna
     19. ḥeǧāzī
     20. šiḥḥī
     21. omanita
     22. ẓofārī
     23. sanʽānī
     24. taʿizzī-ʿadanī
     25. ḥaḍramī
     26. uzbeko
     27. tagico
     28. cipriota
     29. maltese
     30. nubiano

Distribuzione dei dialetti della lingua araba:
1. ḥassānī (mauritano)
2. marocchino
3. sahariano
4. algerino
5. tunisino
6. libico
7. egiziano
8. bedawī
9. ṣaʿīdī
10. ciadico
11. sudanese
12. ǧūbā
13. naǧdī
14. levantino
15. mesopotamico settentrionale
16. mesopotamico
17. del Golfo
18. baḥārna
19. ḥeǧāzī
20. šiḥḥī
21. omanita
22. ẓofārī
23. sanʽānī
24. taʿizzī-ʿadanī
25. ḥaḍramī
26. uzbeko
27. tagico
28. cipriota
29. maltese
30. nubiano

Della lingua araba esistono molte varietà che vengono chiamate solitamente dialetti, nell'accezione di "lingua vernacolare prevalente nell'uso informale presso ciascuna comunità". L'arabo è una lingua semitica, sottogruppo della famiglia afro-asiatica, che ha avuto origine nella penisola arabica. È classificato come macrolingua che comprende trenta varietà moderne, compresa la lingua standard (fuṣḥa).
I dialetti arabi non sono sempre mutualmente comprensibili: alcune varietà del Nordafrica, ad esempio, sono incomprensibili per un levantino o un abitante del Golfo Persico. All'interno di queste vaste regioni esistono inoltre grandi differenze geografiche, sia all'interno di una stessa nazione, sia sulle zone di confine, fino anche all'interno di città e villaggi.
Bisogna però tenere distinte queste varietà colloquiali altamente divergenti, utilizzate per la comunicazione quotidiana, da quella formale standardizzata, che si trova invece nella maggior parte della lingua scritta e dei discorsi preparati. La varietà regionalmente prevalente è imparata dai parlanti come madrelingua, mentre quella formale è appresa solo in seguito a scuola. La lingua formale varia anch'essa fra la sua rappresentante moderna, l'arabo moderno standard (detto anche in acronimo AMS o, talvolta, all'inglese, MSA, da Modern Standard Arabic; in arabo فصحى fuṣḥā) e la sua base, l'arabo classico, ossia quello del Corano e della poesia preislamica, sebbene gli arabi non facciano solitamente questa distinzione. Ciò che distingue l'AMS dall'arabo classico è una grammatica leggermente semplificata e l'aggiornamento del lessico necessario al mondo moderno.
Le differenze più grandi fra l'arabo classico/standard da una parte e i dialetti dall'altra sono la perdita dei casi, un diverso ordine dei costituenti della frase, la perdita del sistema di modi verbali con conseguente evoluzione di un nuovo sistema, la perdita della diatesi passiva espressa per mezzo della flessione eccetto per un numero ristretto di varietà residuali, riduzione dell'uso del duale e perdita del plurale femminile nella coniugazione verbale. Molti dialetti arabi, in particolare quelli maghrebini, presentano significative rotazioni vocaliche e particolari agglomerati consonantici. Diversamente dagli altri gruppi dialettali, nel maghrebino la prima persona singolare dei verbi porta il prefisso n-.
Altre grandi differenze si riscontrano fra le parlate beduine e quelle sedentarie, fra quelle delle campagne e quelle urbane, fra gruppi etnici e religiosi, fra le classi sociali, fra uomini e donne, fra giovani e anziani. I confini fra queste differenze tuttavia si sovrappongono in una certa misura. Spesso, gli arabi adattano la propria lingua in vari modi a seconda del contesto e dell'intenzione — ad esempio, per parlare con persone provenienti da altri paesi, per dimostrare il proprio livello di istruzione o per ricorrere all'autorità della lingua formale.

## Cambio e mescolamento della lingua
Come detto, gli arabi adattano il proprio modo di parlare a seconda delle circostanze. I motivi che possono indurre questo comportamento possono essere la formalità della situazione, la necessità di parlare con persone di differente dialetto, ottenere approvazione sociale, differenziarsi dall'ascoltatore, la citazione di un testo scritto, differenziare questioni personali e lavorative o problemi di carattere generale, chiarire un concetto, passare a un altro argomento.
Un altro importante fattore di mescolamento o cambio nel modo di esprimersi è il prestigio di una data varietà di lingua. Con ciò si intende il rispetto conferito a una lingua o dialetto all'interno della comunità dei parlanti. L'arabo formale porta un alto livello di prestigio nella maggior parte delle comunità arabofone, a seconda del contesto. Ma questa non è la sola fonte di prestigio: vari studi hanno infatti evidenziato che per molti parlanti esiste una forma prestigiosa di dialetto. In Egitto, per i non cairoti, il dialetto di prestigio è quello del Cairo. Per le donne giordane di origine beduina o rurale può essere quello urbano delle grandi città, in particolare quello della capitale Amman. Inoltre, in certi contesti, un dialetto piuttosto differente dall'arabo classico può essere più prestigioso di un altro più vicino alla lingua formale — questo è il caso del Bahrein, ad esempio.
La lingua si mescola e cambia in vari modi. Spesso gli arabi utilizzano più di una varietà di arabo in una conversazione o addirittura nella stessa frase: questo procedimento viene detto commutazione di codice. Ad esempio, una donna in un programma televisivo può fare appello all'autorità della lingua formale incorporandone elementi nel proprio discorso per evitare che gli altri partecipanti alla trasmissione la interrompano. Un altro procedimento che interviene è il livellamento, l'eliminazione di specifiche caratteristiche dialettali in favore di altre più generalizzate. Questo può riguardare tutti i livelli linguistici — semantico, sintattico, fonologico, ecc. Il cambiamento può essere temporaneo, fintanto che la comunicazione avviene fra arabi di diversa origine, o essere permanente, come spesso accade a persone che dalla campagna si trasferiscono in città e adottano il più prestigioso dialetto urbano, generalmente entro due generazioni.
Questo processo di accomodamento talvolta si appoggia sulla lingua formale, ma spesso no. Ad esempio, gli abitanti dei villaggi della Palestina centrale cercano di utilizzare il dialetto di Gerusalemme piuttosto che il proprio quando parlano con arabi di dialetto molto differente dal loro, specialmente se hanno una conoscenza alquanto sommaria dell'arabo standard. Di nuovo, parlanti istruiti che provengono da zone diverse spesso utilizzano forme dialettali che sono una via di mezzo fra i loro dialetti piuttosto che fare ricorso alla lingua formale, in modo che la comunicazione sia più semplice e comprensibile. Ad esempio, per dire "c'è/ci sono" gli arabofoni ricorrono a varie parole:
- Kuwait e Iraq: /aku/
- Egitto, il Levante e buona parte della penisola araba /fiː/
- Tunisia: /famːa/
- Marocco e Algeria: /kajn/
- Yemen: /peh/
- arabo moderno standard: /hunaːk/

In questo caso, /fiː/ ha più probabilità di essere utilizzato perché non è associato a nessuna regione in particolare ed è il più vicino al nucleo dialettale condiviso di questo gruppo di parlanti. Inoltre, data la prevalenza di film e trasmissioni televisive in egiziano, è molto probabile che tutti i locutori abbiano una certa familiarità con questo dialetto. L'iracheno aku, il levantino fīh e il nordafricano kayn sono tutti evoluzioni di forme dell'arabo classico (yakūn, fīhi, kā'in rispettivamente), ma oggi suonano in modo molto diverso.
Talvolta un certo dialetto è associato ad arretratezza e non porta un prestigio tradizionale — tuttavia continua a essere utilizzato in quanto portatore di un certo prestigio occulto e serve a differenziare un gruppo da un altro quando necessario.

## Varietà regionali
Le differenze più grandi fra le varietà di arabo sono fra i gruppi linguistici regionali. Questi possono essere suddivisi in vari modi, ma questa è la tipologia solitamente accettata:
- gruppo maghrebino
  - marocchino (الدارجة dāriǧa)
    - giudeo-marocchino
    - ǧeblī

  - tunisino (تونسي tūnsī)
    - giudeo-tunisino

  - algerino
  - libico ( ليبي lībī)
  - ḥassānī
  - sahariano
  - andaluso
  - siculo-arabo
    - maltese
- gruppo sudanese
  - sudanese
  - ciadico
  - ǧūbā
- gruppo egiziano
  - egiziano (مصري maṣrī)
  - ṣa‘īdī (صعيدي)
- gruppo della Penisola Araba
  - baḥreinita
  - bāreqī
  - arabo del golfo (خليجي ḫalīǧī)
  - naǧdī
  - omanita (ḥadārī)
  - ḥeǧāzī (حجازي)
  - ḥaḍramī
  - šiḥḥī o šiḥuḥ
  - ẓofārī
  - yemenita
  - tihāmī
  - bedawī
- gruppo mesopotamico
  - arabo mesopotamico
  - arabo mesopotamico settentrionale (moslawi/qeltu)
- gruppo levantino
  - arabo levantino
  - siriano settentrionale
  - cipriota
  - libanese (لبناني lebnānī)
  - giordano
  - palestinese

Questi vasti gruppi regionali non corrispondono ai confini degli stati moderni. Nella parte occidentale del mondo arabo i dialetti sono detti الدارجة ad-dāriǧa, mentre a Oriente العامية al-ʿāmmiyya. I dialetti confinanti sono solitamente mutualmente intelligibili, ma le varietà lontane no. Le parlate a ovest dell'Egitto sono piuttosto disparate e gli egiziani lamentano difficoltà nel capire i locutori maghrebini, mentre la capacità dei maghrebini di capire altre varietà di arabo è in gran parte dovuta alla diffusa popolarità dell'egiziano e, in misura minore, dei media libanesi; questo fenomeno è detto intelligibilità asimmetrica. Un altro fattore di differenziazione nei dialetti è l'influenza di altre lingue precedentemente parlate o ancora presenti nelle varie zone, ad esempio il copto in Egitto, francese, turco ottomano, romanzo d'Africa, spagnolo, berbero, punico  (o fenicio) nel Maghreb, ḥimyarita, sudarabico moderno e antico nello Yemen e aramaico nel Levante. I locutori di varietà mutualmente non intelligibili sono spesso in grado si comunicare utilizzando l'arabo standard.
Le lingue moderne hanno in genere fornito un gran numero di nuovi termini e hanno talvolta influenzato la pronuncia o l'ordine delle parole. Esempi sono il turco e l'inglese in Egitto, il francese nel Maghreb e in Siria, l'inglese e il francese in Libano, l'inglese e l'ebraico in Israele. In ogni caso, un fattore molto più significativo per tutti i cinque gruppi di dialetti, come il latino per le lingue romanze, è il mantenimento (o cambio di significato) di forme dell'arabo classico utilizzate nel Corano.

### Esempi delle principali differenze regionali
L'esempio seguente mostra le somiglianze e le differenze fra le varietà letterarie e standardizzate e i più importanti dialetti urbani. Viene mostrato anche il maltese, una lingua siculo-araba lontanamente imparentata, discendente dell'arabo maghrebino.
La pronuncia reale può essere diversa; le traduzioni sono approssimative a fine dimostrativo. Anche la pronuncia dell'arabo standard varia significativamente da zona a zona.
| Varietà                | Mi piace molto leggere.                               | Quando sono andato in biblioteca                        | ho trovato solo questo vecchio libro.                             | Volevo leggere un libro sulla storia delle donne in Francia.                                                   |
| ---------------------- | ----------------------------------------------------- | ------------------------------------------------------- | ----------------------------------------------------------------- | --- |
| Arabo moderno standard | أنا أحب القراءة كثيرًا ʾanā ʾuḥibbu l-qirāʾata kaṯīran | عندما ذهبت إلى المكتبة ʿindamā ḏahabtu ʾilā l-maktabati | لم أجد سوى هذا الكتاب القديم lam ʾaǧid siwā hāḏā l-kitābi l-qadīm | كنت أريد أن أقرء كتابًا عن تاريخ المرأة في فرنسا kuntu ʾurīdu ʾan ʾaqraʾa kitāban ʿan tārīḫi l-marʾa fī-faransā |
| Tunisino               | [nħəbb naqṛa baṛʃa]                                   | [waqtəlli mʃit l-əl-maktba]                             | [ma-lqīt ka:n ha-l-ktēb lə-qdīm]                                  | [kənt nħəbb năqṛa ktēb ʕla tērīx lə-mṛa fi fṛa:nsa]                                                            |
| Algerino               | [a:na nħəbb nəqṛa ja:ser]                             | [məlli raħt l-əl-maktaba]                               | [ma-lqi:t ɣīr hād lə-ktāb lə-qdīm]                                | [kunt nbɣi:t nəqṛa kta:b ʕla ta:ri:x lə-mṛa fi fṛa:nsa]                                                        |
| Marocchino             | [ka nbɣi nəqṛa bezzaf]                                | [məlli mʃit lmaktaba]                                   | [ma-lqi:t-ʃ mən-ɣi:r ha:d lə-kta:b lə-qdi:m]                      | [kunt ba:ɣi nəqṛa ktāb ʕla ta:ri:x lə-mṛa fə-fṛansa]                                                           |
| Egiziano               | [ana baħebb el-ʔera:ja awi]                           | [amma roħt el-maktaba]                                  | [ma-lʔet-ʃ ella l-keta:b el-ʔadi:m da]                            | [ana kont ʕajez aʔra ketāb ʕan tari:x es-setta:t fe faransa]                                                   |
| Libanese               | [a:na kti:r bħebb il-ʔire:je]                         | [lamma reħit ʕal-mektebe]                               | [ma lʔe:t illa hal-i-kte:b li-ʔdi:m]                              | [ke:n bedde ʔra kte:b ʕan te:ri:x l-mara b-fre:nse]                                                            |
| Iracheno (Baġdād)      | [a:ni kulliʃ aħebb lu-qra:ja ]                        | [min reħit lil-maktaba]                                 | [ma lige:t ɣīr ha:ða el-ketab el-ʕati:g]                          | [redet aqra keta:b ʕan ta:ri:x l-imrajja:t eb-fransa]                                                          |
| Arabo del Golfo        | [ʔa:na wa:jed aħibb agra:]                            | [lamman ruħt el-maktaba]                                | ma ligēt illa hal ketāb al-qadīm]                                 | [kunt abi: agra kita:b ʕan tari:x al-ħari:m fi-fransa]                                                         |
| Ḥeǧāzī                 | [ana marra aħubb al-gira:ja                           | [lamma ruħt al-maktaba]                                 | [ma ligi:t ɣe:r ha:da al-kita:b al-gadi:m]                        | kunt abɣa aɡra kita:b ʕan ta:ri:x al-ħari:m fi faransa]                                                        |
| Yemenita               | [ˈʔana bajn aˈħibb el-geˈra:je ˈgawi]                 | [ˈħi:n ˈsert saˈla: el-ˈmaktabe]                        | [ma leˈge:t-ʃ ˈðajje al-keˈta:b el-gaˈdi:m]                       | [kont ˈaʃti ˈʔagra keˈta:b ʕan taˈri:x al-ˈmare wastˤ faˈra:nsa]                                               |
| Maltese                | [jien inħobb naqra ħafna]                             | [meta mort il-librerija]                                | [sibt biss hu dan il-ktieb il-qadim]                              | [ridt naqra ktieb dwar l-istorja tan-nisa fi franza]                                                           |

Per confronto, si può vedere la stessa frase in tedesco e in olandese:
1. tedesco: Ich lese sehr gerne. Als ich zur Bibliothek ging, fand ich nur dieses alte Buch, obwohl ich ein Buch über die Geschichte der Frauen in Frankreich lesen wollte.
2. olandese: Ik lees zeer graag. Toen ik naar de bibliotheek ging, vond ik slechts dit oude boek, hoewel ik een boek over de geschiedenis van de vrouwen in Frankrijk had willen lezen.

O in spagnolo e in portoghese:
1. spagnolo: Me gusta mucho leer. Cuando fui a la biblioteca, encontré solamente este viejo libro. Quería leer un libro sobre la historia de las mujeres en Francia.
2. portoghese: Gosto muito de ler. Quando fui à biblioteca, encontrei somente este livro velho. Queria ler um livro sobre a história das mulheres na França.

Alcuni linguisti discutono se le varietà di arabo siano abbastanza differenti da qualificarle come lingue separate nello stesso modo in cui lo sono il tedesco e l'olandese o lo spagnolo e il portoghese. Ad ogni modo, come fa notare Reem Bassiouney, la differenza fra "lingua" e "dialetto" è per vari aspetti più politica che effettivamente linguistica.

### Altre differenze regionali
Le varietà "periferiche" dell'arabo – ossia quelle parlate in paesi in cui l'arabo non è la lingua maggioritaria o una lingua franca (ad esempio Turchia, Iran, Cipro, Ciad e Nigeria) – sono particolarmente divergenti in vari aspetti perché sono meno influenzate dall'arabo classico. In ogni caso, dal punto di vista storico ricadono nelle medesime classificazioni dialettali di quelle parlate nei paesi in cui l'arabo è la lingua maggioritaria. Siccome la maggior parte di questi dialetti periferici si trova in paesi a maggioranza musulmana, oggi sono influenzati dall'arabo classico e da quello standard, ossia le varietà di arabo del Corano e dei loro vicini arabofoni.
La varietà di arabo non creola che più si è allontanata dal modello classico è l'arabo cipriota, un dialetto ormai quasi estinto fortemente influenzato dal greco e scritto in alfabeto greco o latino.
Il maltese discende dal siculo-arabo. Il suo vocabolario ha incorporato svariati prestiti dal siciliano, dall'italiano e, più recentemente, dall'inglese, ed è scritto solo in alfabeto latino. È l'unica lingua semitica fra quelle ufficiali dell'Unione Europea.
I pidgin a base araba (lingue che hanno un ridotto vocabolario principalmente arabo e un sistema morfologico sostanzialmente non arabo) sono largamente utilizzati nell'estremità meridionale del Sahara, e sono ormai molto antichi. Nell'XI secolo il geografo al-Bakri registra un testo in un pidgin a base araba, probabilmente parlato nella zona in cui oggi si trova la Mauritania. In alcune regioni, in particolare nel Sudan meridionale, i pidgin si sono creolizzati (vedi la lista più in basso).
Anche all'interno di paesi in cui l'arabo è lingua ufficiale sono parlate diverse varietà di arabo. Ad esempio, in Siria, l'arabo parlato a Homs è riconosciuto come diverso da quello parlato a Damasco, ma entrambi sono considerati varietà dell'arabo levantino. E anche in Marocco, l'arabo parlato a Fès è considerato diverso da quello parlato altrove nel Paese.

## Lingua formale e lingua vernacolare
Un altro fattore di differenziazione è fra lingua formale e lingua colloquiale (ossia vernacolare). Esistono due varietà formali, dette اللغة الفصحى al-luġa al-fuṣḥā, non sostanzialmente differenziate dagli arabi, una delle quali conosciuta in italiano come arabo moderno standard (AMS), usata in contesti come la scrittura, la radiotelevisione, le interviste e i discorsi pubblici. L'altra, l'arabo classico, è la lingua del Corano; l'arabo classico non viene usato attivamente, ma è soltanto letto o recitato nella religione e nella letteratura antica. L'arabo moderno standard fu creato appositamente all'inizio del XIX secolo modernizzando l'arabo classico.
Spesso l'arabo parlato è una commistione di dialetto e lingua formale. Ad esempio, i giornalisti e i presentatori televisivi o radiofonici solitamente utilizzano l'AMS quando pongono domande o per esporre i propri commenti preparati, ma passano alla varietà vernacolare per aggiungere un commento spontaneo o rispondere a una domanda. Il rapporto fra AMS e dialetto è variabile a seconda dei parlanti, dell'argomento e della situazione. Oggi anche il meno istruito dei cittadini è esposto all'AMS grazie all'istruzione pubblica e ai mass media, e ciò lo spinge a utilizzare elementi di questa varietà quando ne parla altre. Questo è un esempio di ciò che in linguistica viene detta diglossia.
Il linguista egiziano Al-Said Badawi ha proposto le seguenti distinzioni fra i diversi "livelli di lingua" che si riscontrano quando un egiziano passa dal dialetto all'arabo standard:
- فصحى التراث fuṣḥā at-turāṯ, 'fuṣḥā della tradizione': l'arabo classico dell'eredità letteraria del Corano. Principalmente è una lingua scritta, ma la si può sentire nelle moschee o nei programmi televisivi sulla religione, ma con una pronuncia modernizzata.
- فصحى العصر fuṣḥā al-ʿaṣr, 'fuṣḥā contemporanea' o 'fuṣḥā modernizzata': questa è ciò che i linguisti occidentali chiamano arabo moderno standard (AMS). Essa è una modificazione e una semplificazione dell'arabo classico prodotta in epoca moderna. Di conseguenza, questa lingua contiene molte parole di nuova formazione, sia adattate dall'arabo classico (nello stesso modo in cui gli eruditi europei durante il Rinascimento hanno coniato nuove parole attingendo dal greco e dal latino), oppure prendendone in prestito da altre lingue, principalmente europee. Sebbene sia una lingua sostanzialmente scritta, è parlata quando vengono letti ad alta voce dei testi preparati in precedenza. I locutori molto esperti possono anche parlarla spontaneamente, ma questo accade solo nelle trasmissioni radiotelevisive, in particolare nei talk show e nei programmi di dibattito nelle televisioni pan-arabe come Al Jazeera e Al Arabiya, in cui i locutori vogliono essere compresi in tutti i vari paesi arabi dove queste trasmissioni vengono seguite. Se i locutori altamente competenti la parlano spontaneamente, ciò accade quando parlanti di dialetti diversi comunicano tra loro. Dal momento che è utilizzata comunemente come lingue scritta, la si trova nella maggior parte dei libri, dei giornali, delle riviste, nei documenti ufficiali e negli abbecedari per bambini piccoli; è inoltre usata come versione alternativa della varietà letteraria del Corano e per la revisione moderna di testi della letteratura araba classica.
- عامية المثقفين ʿāmmiyyat al-muṯaqqafīn, 'vernacolo dei colti': è una varietà vernacolare altamente influenzata dall'AMS, ossia contiene molti prestiti dall'AMS; questi prestiti sostituiscono le parole native che si sono evolute dall'arabo classico nei dialetti o sono utilizzate accanto a esse. Tende a essere usata nelle discussioni serie da persone molto istruite, ma non è quasi mai usata come lingua scritta. Conta un alto numero di prestiti stranieri, principalmente riguardanti gli argomenti tecnici e teorici su cui si discute, talvolta utilizzati in discorsi non intellettuali. Siccome è generalmente compresa anche da chi non parla il dialetto del locutore, è spesso utilizzata in televisione e sta diventando la lingua dell'istruzione nelle università.
- عامية المتنورين ʿāmmiyyat al-mutanawwarīn 'vernacolo dei medio-istruiti': questa è la lingua quotidiana utilizzata in contesti informali e che si parla in televisione quando la discussione non tratta argomenti intellettuali. Secondo Badawi, è caratterizzata da un alto livello di prestiti. I locutori istruiti solitamente oscillano fra la ʿāmmiyyat al-muṯaqqafīn e la ʿāmmiyyat al-mutanawwarīn.
- عامية الأميين ʿāmmiyyat al-ʾummiyyīn, 'vernacolo degli illetterati': è una lingua altamente colloquiale caratterizzata dall'assenza di qualsiasi influsso dell'AMS e da pochi prestiti stranieri. Queste varietà sono le dirette discendenti dell'arabo classico evolutesi quasi del tutto naturalmente.

Praticamente tutti in Egitto sono in grado di esprimersi in più di uno di questi livelli, e spesso oscillano fra di essi, talvolta all'interno della stessa frase. Ciò si verifica nello stesso modo anche in altri paesi arabi.
I dialetti arabi sono stati occasionalmente anche scritti, solitamente in alfabeto arabo. L'arabo vernacolare è stato riconosciuto come lingua scritta distinta dall'arabo classico nell'Egitto ottomano del XVII secolo, quando l'élite cairota iniziò ad appassionarsi alla scrittura colloquiale. Una testimonianza del dialetto cairota di questo periodo si trova nel dizionario redatto da Yusuf al-Maghribi. Più recentemente, pièce teatrali e poesie, come anche alcune altre opere (fra cui traduzioni di Platone), sono state scritte in arabo libanese ed egiziano; libri di poesia, perlomeno, esistono in molti dialetti. In Algeria l'arabo maghrebino colloquiale era insegnato come materia a parte sotto il dominio francese e alcuni libri scolastici si sono conservati. Gli ebrei mizrahì che parlano dialetti giudeo-arabi hanno scritto giornali, lettere, resoconti, storie e traduzioni di alcune parti della loro liturgia in alfabeto ebraico, aggiungendo diacritici e altre convenzioni per lettere che esistono in giudeo-arabo ma non in ebraico. L'uso dell'alfabeto latino è stato promosso per l'arabo libanese da Said Aql, i cui sostenitori hanno pubblicato molti libri secondo la sua trascrizione. Nel 1944 Abdelaziz Pasha Fahmi, membro dell'Accademia di lingua araba del Cairo, propose di sostituire l'alfabeto arabo con quello latino. La proposta fu discussa in due sessioni ma fu respinta e trovò grande opposizione nei circoli culturali. L'alfabeto latino è utilizzato dagli arabofoni su internet o per inviare messaggi con telefoni cellulari quando l'alfabeto arabo non è disponibile o di uso complicato per ragioni tecniche; si fa ricorso all'alfabeto latino anche per l'AMS quando locutori di diversi dialetti devono comunicare fra loro.

## Variabili sociolinguistiche
La sociolinguistica è lo studio di come l'uso della lingua sia influenzato dai fattori sociali, ad esempio norme culturali e contesti (vedi anche pragmatica). Le sezioni seguenti esaminano alcuni dei modi in cui le società arabe influenzano il modo di parlare l'arabo.

### Religione
La religione degli arabofoni influisce talvolta sul modo in cui essi modellano la propria lingua. Certamente, come è il caso con altre variabili, la religione non può essere vista isolata, ma è generalmente connessa con i sistemi politici dei differenti paesi. A differenza di ciò che accade in Occidente, la religione nel mondo arabo non è generalmente vista come una scelta individuale ma, al contrario, è motivo di appartenenza a un gruppo: una persona nasce musulmana (e quindi anche sunnita o sciita), cristiana o ebrea, e ciò diventa una forma di appartenenza etnica. In questo contesto, la religione deve essere intesa come variabile sociolinguistica.
Il Bahrein ci offre un eccellente esempio. Una principale distinzione si può fare fra i bahreiniti sciiti, che sono la più antica popolazione del Paese, e i sunniti che iniziarono a emigrare in Bahrein nel XVIII secolo; i sunniti rappresentano quindi una minoranza nella popolazione. La famiglia regnante in Bahrein è sunnita e la lingua colloquiale rappresentata dalla televisione è quasi invariabilmente quella della popolazione sunnita. Di conseguenza, potere, prestigio e controllo finanziario sono associati agli arabi sunniti, e questo ha una grande influenza sulla direzione del cambio linguistico in Bahrein.
Anche il caso dell'Iraq mostra quanto possano essere grandi le differenze nell'arabo parlato a causa della religione (da notare che lo studio qui presentato è stato condotto prima della Guerra in Iraq). A Baġdād ci sono significative differenze linguistiche fra l'arabo parlato dai cristiani e quello parlato dai musulmani. I cristiani di Baghdad sono una comunità ben consolidata e il loro dialetto si è evoluto dal vernacolo sedentario dell'Iraq urbano medievale. Il tipico dialetto musulmano è un arrivo recente nella città e proviene invece dalle parlate beduine. A Baghdad, come altrove nel mondo arabo, le varie comunità condividono l'AMS come varietà di prestigio, ma il dialetto colloquiale musulmano è associato al potere e al denaro, dato che è questo il gruppo dominante. Di conseguenza, la popolazione cristiana tende a usare il dialetto musulmano nelle situazioni più formali, ad esempio quando un insegnante cristiano cerca di riportare la classe all'ordine.

## Differenze fra nomadi e sedentari
Una distinzione primaria che è trasversale a tutta la geografia del mondo arabo è fra dialetti sedentari e dialetti nomadi (spesso detti, in modo fuorviante, beduini). Questa distinzione si basa sulle modalità di insediamento a seguito delle conquiste arabe: quando le regioni venivano conquistate, gli accampamenti militari finivano per crescere fino a diventare città, e l'insediamento delle zone rurali da parte dei nomadi seguì gradualmente di conseguenza. In alcune zone, i dialetti sedentari si dividono ulteriormente in urbani e rurali.
La differenza fonetica più immediata fra i due gruppi è la pronuncia della lettera ق qaf, che è pronunciata sonora /ɡ/ nelle varietà urbane della Penisola Araba (come nel dialetto ḥeǧāzī delle antiche città della Mecca e di Medina) come anche nei dialetti beduini in tutto il mondo arabo, ma è sorda nella maggior parte dei centri urbani successivi all'arabizzazione e resa come /q/ (con [ɡ] come allofono in qualche parola, soprattutto nelle città nordafricane) o /ʔ/ (cioè fondendo ق qāf e ء hamza) nei centri urbani dell'Egitto e del Levante, tutti arabizzati dopo la conquista islamica.
Altra grande differenza fonetica è la conservazione da parte delle varietà rurali delle interdentali /θ/ ث e /ð/ ذ dell'arabo classico e la confluenza delle enfatiche /dˤ/ ض e /ðˤ/ ظ in /ðˤ/ rispetto al sedentario /dˤ/.
Le più grandi differenze fra l'arabo rurale e cittadino sono nella sintassi. In particolare, le varietà sedentarie condividono un certo numero di innovazioni rispetto all'arabo classico. Questo ha portato alla supposizione, espressa per la prima volta da Charles Ferguson, che una koinè semplificata si fosse sviluppata nei campi di addestramento militare in Iraq, cioè da dove furono conquistate le restanti parti del mondo arabo moderno.
In generale, le varietà rurali sono più conservative di quelle sedentarie e le varietà rurali della Penisola Araba sono più conservative che altrove. Fra le varietà sedentarie, quelle occidentali (in particolare l'arabo marocchino) sono meno conservative di quelle orientali.
Un certo numero di città del mondo arabo parla un dialetto beduino che acquisisce prestigio in quel contesto.

## Variazione

### Scrittura
| Fonema | Lettere    | Lettere           | Lettere           | Lettere | Lettere | Lettere  | Lettere     | Lettere  | Lettere       |
| Fonema | Marocchino | Tunisino          | Algerino          | Ḥeǧāzī  | Naǧdī   | Egiziano | Palestinese | Iracheno | Golfo Persico |
| ------ | ---------- | ----------------- | ----------------- | ------- | ------- | -------- | ----------- | -------- | ------------- |
| /ɡ/    | ڭ / گ      | ڨ / ڧـ ـڧـ ـٯ / ق | ڨ / ڧـ ـڧـ ـٯ / ق | ق       | ق       | ج        | چ / ج       | گ / ك    | ق / گ         |
| /p/    | پ / ب      | پ / ب             | پ / ب             | پ / ب   | پ / ب   | پ / ب    | پ / ب       | پ / ب    | پ / ب         |
| /v/    | ڥ / ڢ / ف  | ڥ / ڢ / ف         | ڥ / ڢ / ف         | ڤ / ف   | ڤ / ف   | ڤ / ف    | ڤ / ف       | ڤ / ف    | ڤ / ف         |
| /t͡ʃ/   | ڜ          | تش                | تش                | تش      | تش      | تش       | تش          | چ        | چ             |

1. ↑  In Egitto, quando è necessario trascrivere /ʒ/ o /d͡ʒ/, sono entrambi approssimati in [ʒ] utilizzando چ
2. ↑  /ɡ/ non fa parte dell'inventario fonetico del palestinese urbano.
3. 1 2  diversamente da /ɡ/ e /t͡ʃ/, /p/ e /v/ non sono mai native dei dialetti e sono sempre ristrette ai prestiti; il modo in cui vengono usati dipende dai parlanti.

### Morfologia e sintassi

#### Tutte le varietà, sedentarie e nomadi, differiscono nei seguenti aspetti dall'arabo classico
- l'ordine soggetto-verbo-oggetto è molto più comune di verbo-soggetto-oggetto.
- la concordanza verbale fra soggetto e oggetto è sempre completa.
  - in arabo classico non c'è concordanza nel numero fra soggetto e verbo quando il soggetto è una terza persona che segue il verbo.
- perdita dei casi (ʾiʿrāb).
- perdita delle distinzioni di modo al di fuori dell'indicativo e dell'imperativo (ossia perdita del congiuntivo, dell'apocopato e di entrambi gli energici).
  - i dialetti differiscono per modo in cui il nuovo indicativo è stato creato dalle antiche forme. I dialetti sedentari hanno adottato le vecchie forme del congiuntivo (femminile /iː/, maschile plurale /uː/), mentre molti dei dialetti beduini hanno adottato le forme del vecchio indicativo (femminile /iːna/, maschile plurale /uːna/).
  - i dialetti sedentari hanno quindi sviluppato nuove distinzioni di modo; vedi sotto.
- conservazione del duale solo nei sostantivi.
  - una forma cristallizzata di duale esiste per un piccolo numero di parole per entità che normalmente si trovano in coppie (ad esempio gli occhi, le mani, i genitori).
  - inoltre, esiste una forma produttiva di duale nella maggior parte dei dialetti (il tunisino e il marocchino sono eccezioni). Questa forma di duale differisce sia sintatticamente da quella cristallizzata perché non può prendere suffissi possessivi, sia morfologicamente in vari dialetti, come il levantino.
  - il duale produttivo differisce da quello dell'arabo classico per il fatto di essere opzionale, mentre nell'arabo classico il suo uso è obbligatorio anche quando il riferimento alla dualità è implicito.
  - in arabo classico il duale è espresso non solo nei sostantivi, ma anche nei verbi, negli aggettivi, nei pronomi e nei dimostrativi.
- sviluppo di una costruzione genitivale analitica contrapposta allo stato costrutto (’iḍāfa) dell'arabo classico.
  - confrontare il simile sviluppo di shel in ebraico moderno.
  - i dialetti beduini ricorrono pochissimo al genitivo analitico. Il dialetto marocchino invece lo utilizza largamente, al punto che lo stato costrutto non è più produttivo ed è utilizzato solo in certe espressioni cristallizzate.
- il pronome relativo è indeclinabile.
  - in arabo classico esso si flette per genere, numero e caso.
- le terminazioni pronominali clitiche che escono in vocale breve spostano la vocale prima della consonante.
  - quindi, la seconda singolare è /-ak/ e /-ik/ invece di /-ka/ e /-ki/; terza singolare maschile /-uh/ invece di /-hu/.
  - in modo simile, la terminazione verbale del plurale femminile /-na/ è diventata /-an/.
  - a causa del totale divieto in tutti i dialetti di avere due vocali in iato, le modificazioni esposte sopra si verificano solo quando una consonante precede la terminazione. Se invece prima delle terminazioni si trova una vocale, la desinenza resta uguale oppure perde la vocale finale, diventando /-k/, /-ki/, /-h/ e /-n/, rispettivamente. Combinato con altri mutamenti fonetici, ciò dà origine a varie forme clitiche (più di tre), a seconda del contesto fonetico.
  - le caratteristiche verbali /-tu/ (prima singolare) e /-ta/ (seconda singolare maschile) diventano entrambe /-t/, mentre la seconda singolare femminile resta /-ti/. I dialetti mesopotamici nella Turchia sudorientale sono un'eccezione perché mantengono la terminazione /-tu/ della prima singolare.
  - nel dialetto del Naǧd meridionale (Riyāḍ compresa), la seconda singolare maschile /-ta/ si è mantenuta, ma porta una vocale lunga invece della breve dell'arabo classico.
  - le forme date qui sono quelle originali, e sono spesso state soggette a varie modificazioni nei dialetti moderni.
  - tutte queste modificazioni sono state innescate dalla perdita delle vocali brevi finali (vedi sotto).
- varie semplificazioni si sono verificate nell'ambito di variazione nei paradigmi verbali.
  - i verbi difettivi in /w/ e /j/ (tradizionalmente traslitterata y) si sono unificati nel passato in I forma. Questa fusione si era già verificata nell'arabo classico, tranne nella I forma.
  - il passato in I forma faʕula è scomparso, spesso fondendosi al tipo faʕila.
  - i verbi geminati hanno oggi le stesse terminazioni dei verbi difettivi.
  - alcune terminazioni dei verbi difettivi sono state sostituite da quelle dei verbi sani (o viceversa, in alcuni dialetti).

#### Alcuni dialetti, tranne alcuni di tipo beduino della Penisola Araba, condividono le seguenti innovazioni
- perdita del passivo flessivo (ossia espresso da cambiamenti vocalici interni) nei verbi di modo finito.
  - nuove forme di passivo si sono sviluppate tramite cooptazione delle originali forme dell'arabo classico, in particolare delle forme V, VI e VII (in arabo classico queste forme sono derivazionali, non flessive, poiché né la loro esistenza né il loro significato possono essere dati per scontati; comunque, sono spesso state incorporate nel sistema flessivo, specialmente nei dialetti sedentari più innovativi).
  - il dialetto ḥassānī ha sviluppato un nuovo passivo flessivo che ricorda molto il passivo dell'arabo classico.
  - il dialetto najdi ha mantenuto il passivo flessivo fino ad oggi, sebbene questa caratteristica stia scomparendo a causa dell'influenza di altri dialetti.
- perdita del suffisso /n/ indeterminativo (tanwīn) nei sostantivi.
  - se appare, varia fra /an/, /in/ e /en/.
  - in alcuni dialetti beduini esiste ancora e segna l'indeterminatezza di un sostantivo, sebbene sia opzionale e spesso usato solo nella poesia orale.
  - in altri dialetti segna l'indeterminatezza di sostantivi che subiscono modifiche più avanti nella frase (da aggettivi o proposizioni relative).
  - tutti i dialetti mantengono una forma di suffisso di accusativo avverbiale /an/ dell'arabo classico, che originariamente era una forma di nunazione.
- perdita della IV forma del verbo, quella causativa.
  - la II forma talvolta genera causativi, ma non è produttiva.
- uniformazione di /i/ nei prefissi del non-passato.
  - l'arabo classico aveva /u/ come prefisso delle forme II, III e IV attive, e in tutti i passivi; /a/ invece altrove.
  - alcuni dialetti beduini della Penisola Araba hanno una /a/ generalizzata.
  - il najdi ha una /a/ quando la vocale seguente è /i/, mentre ha /i/ quando la vocale seguente è /a/.

Tutti i dialetti sedentari condividono anche le seguenti innovazioni
- perdita della distinzione del femminile plurale nel verbo, nei pronomi, nei dimostrativi e solitamente anche negli aggettivi.
- sviluppo di un nuovo sistema di distinzione fra indicativo e accusativo.
  - l'indicativo è caratterizzato da un prefisso che nel congiuntivo manca.
  - il prefisso è /b/ o /bi/ in egiziano e nel levantino, ma /ka/ o /ta/ nel marocchino. Non è raro trovare /ħa/ come prefisso dell'indicativo in alcuni paesi del Golfo Persico; inoltre, nel sud dell'Arabia (ossia Yemen), /ʕa/ è utilizzato nella regione di Ṣanʿāʾ, mentre /ʃa/ è utilizzato nella regione sudorientale di Ta‘izz.
  - il tunisino (eccetto alcuni dialetti rurali che utilizzano il prefisso /ta/), non ha questa distinzione, insieme al maltese e almeno alcune varietà dell'algerino e del libico.
- perdita di /h/ nel pronome clitico di terza persona maschile singolare quando si trova unito a una parola che termina in consonante.
  - la forma è /u/ o /o/ nei dialetti sedentari, ma /ah/ o /ih/ in quelli beduini.
  - dopo una vocale è utilizzata la forma semplice /h/, ma in vari dialetti sedentari si perde. Nell'egiziano, ad esempio, questo pronome è segnalato dall'allungamento della vocale finale e dallo spostamento dell'accento su di esso, ma l' 'h' riappare quando è seguita da un altro suffisso. 
    - ramā "lui lo lanciò"
    - maramahūʃ "lui non lo lanciò"

#### Le seguenti innovazioni sono caratteristiche di molti, se non la maggioranza, dei dialetti sedentari
- l'accordo (verbale e aggettivale) è al plurale se il soggetto sono esseri inanimati, invece che femminile plurale come in arabo classico.
- sviluppo di un circonfisso negativizzante nel verbo, espresso da un prefisso /ma-/ e un suffisso /-ʃ/.
  - sommando queste caratteristica con la fusione dell'oggetto indiretto e lo sviluppo di nuove marche di modo, ne risultano dei complessi verbali ricchi di morfemi che si avvicinano alle lingue polisintetiche per la loro complessità.
  - un esempio dall'egiziano:
    - /ma-bi-t-ɡib-u-ha-lnaː-ʃ/
    - [negazione]-[indicativo]-[2a.persona.soggetto]-portare-[oggetto femminile]-a.noi-[negazione]
    - "voi non la (li) state portando a noi."

  - (NOTA: Versteegh descrive /bi/ come forma progressiva.)
- in egiziano, tunisino e marocchino la distinzione fra participi attivi e passivi è scomparsa tranne nella I forma e in alcuni prestiti dall'arabo classico.
  - questi dialetti tendono a usare i participi attivi delle forme V e VI come participi attivi delle forme II e III.

#### Le seguenti innovazioni sono caratteristiche dell'arabo maghrebino (Nordafrica, a ovest dell'Egitto)
- nel non-passato l'arabo maghrebino ha sostituito la prima persona singolare /ʔ-/ con /n-/ e la prima persona plurale, originariamente caratterizzata dal solo prefisso /n-/, porta anche il suffisso /-u/ del plurale.
- il marocchino ha estensivamente riorganizzato il sistema di derivazione verbale, tanto che il sistema tradizionale di forme da I a X non è più applicabile senza elasticità. Sarebbe più opportuno descrivere questo sistema come composto di due tipi principali, trilittero e quadrilittero, ciascuno dotato di una variante mediopassiva prefissata con /t-/ o /tt-/.
  - il tipo trilittero contiene i tradizionali verbi in I forma (sani: /ktəb/ "scrivere"; geminati: /ʃəmm/ "annusare"; concavi: /biʕ/ "vendere", /qul/ "dire", /xaf/ "temere"; deboli /ʃri/ "compare", /ħbu/ "strisciare", /bda/ "iniziare"; irregolari: /kul/-/kla/ "mangiare", /ddi/ "portare via", /ʒi/ "venire").
  - il tipo quadrilittero comprende verbi sani [II forma dei trilitteri e I forma dei quadrilitteri dell'arabo classico]: /sˤrˤfəq/ "schiaffeggiare", /hrrəs/ "rompere", /hrnən/ "parlare con voce nasale"; concavi di 2ª radicale [sia la II forma dell'arabo classico sia di formazione successiva]: /ʕajən/ "aspettare", /ɡufəl/ "gonfiare", /mixəl/ "mangiare" (informale); concavi di 3ª radicale [forme VIII e IX dell'arabo classico]: /xtˤarˤ/ "scegliere", /ħmarˤ/ "arrossire"; deboli [deboli in II forma e quadrilitteri deboli in I forma dell'arabo classico]: /wrri/ "mostrare", /sali/ "finire", /ruli/ "arrotolare", /tiri/ "sparare"; irregolari: /sˤifətˤ/-/sˤafətˤ/ "mandare".
  - c'è inoltre un certo numero di verbi quadrilitteri o anche più lunghi di vario tipo, ad esempio deboli: /pidˤali/ "pedalare", /blˤani/ "fare progetti, piani", /fanti/ "evitare, fingere"; relitti della IX forma classica: /stəʕməl/ "utilizzare", /stahəl/ "meritare"; diminutivi: /t-birˤʒəz/ "comportarsi da borghese", /t-biznəs/ "spacciare droga".
  - da notare che i tipi corrispondenti alle forme VIII e X dell'arabo classico sono rari e non più produttivi, mentre altri di formazione non classica sono ancora attivi. Ad un certo punto, la IX forma ha iniziato a essere molto più produttiva che in arabo classico ed esistono ora circa 50-100 verbi di questo tipo, in gran parte stativi ma non necessariamente riferentisi a colori o difetti fisici; ad ogni modo, questo tipo non è più molto produttivo.
  - a causa della confluenza di /a/ e /i/, molti di questi tipi non mostrano differenze fra il tema del passato e quello del non-passato, e questo è forse il motivo per cui queste lingue hanno sviluppato così facilmente nuove forme.

#### Le seguenti innovazioni sono caratteristiche dell'egiziano
- l'egiziano, probabilmente per influenza del copto, pone il pronome dimostrativo dopo il nome (al-X da "questo X" invece dell'arabo classico hāḏā-l-X) e lascia i pronomi interrogativi nella loro posizione invece di posizionarli davanti come in altri dialetti.

### Aspetti fonetici
Sotto l'aspetto fonetico i dialetti differiscono nella pronuncia delle vocali brevi (a, u e i) e in un certo numero di consonanti, soprattutto ق /q/, ج /d͡ʒ/ e le interdentali ث /θ/, ذ /ð/ e ظ /ðˤ/, oltre alla dentale ض /dˤ/.

#### Propagazione dell'enfasi
La propagazione dell'enfasi è un fenomeno a causa del quale la /a/ si arretra in [ɑ] in prossimità delle consonanti enfatiche. Il campo d'azione della propagazione dell'enfasi è potenzialmente illimitato; in egiziano, l'intera parola ne subisce l'effetto, ma in levantino e in qualche altro dialetto è bloccata da /i/ o /j/ (e talvolta /ʃ/). Si accompagna con un contemporaneo abbassamento del livello di faringalizzazione delle consonanti enfatiche, tanto che in alcuni dialetti la propagazione dell'enfasi è il solo modo per distinguere le consonanti enfatiche dalle loro controparti semplici. Essa faringalizza anche le consonanti fra la consonante di origine e le vocali che la subiscono, ma l'effetto è più evidente sulle vocali che sulle consonanti. Nell'arabo marocchino non ha effetto sull'affricatizzazione della /t/ non enfatica, con il risultato che questi due fonemi sono sempre distinguibili a prescindere dalla presenza di altri fonemi enfatici vicini.

#### Consonanti
1. la ق /q/ dell'arabo classico varia molto da dialetto a dialetto. La sua pronuncia è [ɡ] nei dialetti beduini dalla Mauritania all'Arabia Saudita, nei dialetti urbani della Penisola Araba e nella maggior parte dell'Iraq. Nel Levante e in Egitto (tranne nell'alto Egitto, cioè dove di parla il ṣa‘īdī) e in alcune città nordafricane come Tlemcen è pronunciata come colpo di glottide /ʔ/, tranne alcune zone rurali nel sud-ovest del Levante, dove diventa una /q/ enfatica. Nel Golfo Persico diventa raramente /d͡ʒ/ in qualche rara parola dei dialetti rurali (in prossimità di un'originaria /i/), mentre è /q/ o /ɡ/ in caso contrario. Altrove è solitamente realizzata come l'uvulare q.
2. la ج /d͡ʒ/ dell'arabo classico varia anch'essa da dialetto a dialetto. In alcuni dialetti beduini sauditi, e in parte del Sudan, è ancora realizzata come la descriveva il linguista persiano Sibawayh, ossia come una palatalizzata /ɡʲ/. In Egitto e in parti dello Yemen e dell'Oman, è una semplice /ɡ/. Nella maggior parte del Levante e del Nordafrica è /ʒ/. Nel Golfo Persico e in Iraq spesso diventa j. Altrove, inclusa la maggior parte della Penisola Araba, è /d͡ʒ/.
3. le interdentali dell'arabo classico ث /θ/ e /ð/ diventano /t, d/ in Egitto, Malta e qualche regione del Nordafrica, diventano /s, z/ nel Levante (eccetto alcune parole in cui sono /t, d/), ma rimangono /θ/ e /ð/ in Iraq, Yemen, Tunisia, nella Palestina rurale, nel libico orientale e in qualche dialetto rurale algerino. Nelle città arabofone dell'est della Turchia (Urfa, Siirt e Mardin) diventano rispettivamente /f, v/.

| Luogo                                                         | Evoluzione      | /qalb/             | /ˈbaqara/           | /waqt/            | /qaːl/          | /ˈqamar/          | /ˈqahwa/            | /qudˈdaːm/            |
| Luogo                                                         | Evoluzione      | "cuore"            | "mucca"             | "tempo"           | "egli disse"    | "luna"            | "caffè"             | "di fronte a"         |
| ------------------------------------------------------------- | --------------- | ------------------ | ------------------- | ----------------- | --------------- | ----------------- | ------------------- | --------------------- |
| Medina, dialetto ḥeǧāzī                                       | /g/             | /galb /            | /bagara/            | /wagt /           | /ga:l/          | /gamar/           | /gahwa/             | /gudda:m/             |
| Arabo uzbeko (jugari)                                         | /q/, occ. /g/   | /qalb/             | /baqara/            | /waqt/ (/waħt/)   | /qa:l/          | /qamar/           | —                   | /giddām/              |
| Arabo dei musulmani di Baġdād                                 | /g/, occ. /d͡ʒ/  | /galˤubˤ/          | /baqara/            | /wakət/           | /ga:l/          | /gumar/           | /gahwa/             | /geddām/, /d͡ʒiddām/   |
| Arabo degli ebrei di Baġdād                                   | /q/, occ. /d͡ʒ/  | /qalb/             | —                   | —                 | /qa:l/          | /qamaɣ/           | —                   | /d͡ʒedda:m/            |
| Mosul, Iraq                                                   | /q/             | /qʌləb/            | /bʌgʌɣa/            | /wʌqət/           | /qa:l/          | /qʌmʌɣ/           | /qʌhwi/             | /qədda:m/             |
| Ana, Iraq                                                     | /q/ o /g/       | /qa:lb/            | (/bagra/)           | /waqet/           | /qa:l/          | —                 | /gahwa/             | —                     |
| Iracheno rurale meridionale                                   | /g/, occ. /d͡ʒ/  | /galub/            | /bgura/, /bagra/    | /wakit/           | /ga:l/          | /gumar/           | /ghawa/, /gahwa/    | /d͡ʒidda:m/            |
| Giudeo-iracheno, Kurdistan iracheno                           | /q/             | /qalb/             | /baqarˤa/           | /waqt/, /waxt/    | /qa:l/          | /qamarˤ/          | /qahwe/             | /qǝdda:m/             |
| Mardin, Anatolia                                              | /q/             | /qalb/             | /baqarˤa/           | /waqt/, /waxt/    | /qa:l/          | /qamarˤ/          | /qaħwe/             | /qǝdda:m/             |
| Pastori nomadi, Mesopotamia, nord-est della Penisola Araba    | /g/, occ. /d͡ʒ/  | /galb/, /galub/    | /bgara/             | /wagt/, /wakit/   | /ga:l/          | /gumar/           | /ghawa/             | /d͡ʒedda:m/            |
| Nomadi a cammello, Mesopotamia, nord est della Penisola Araba | /g/, occ. /d͡z/  | /galb/, /galub/    | /bgara/             | /wagt/, /wakit/   | /ga:l/          | /gumar/           | /ghawa/             | /d͡zœdda:m/            |
| Aleppo, Siria                                                 | /ʔ/             | /ʔalb/             | /baʔara/            | /waʔt/            | /ʔa:l/          | /ʔamar/           | /ʔahwe/             | /ʔǝdda:m/             |
| Damasco, Siria                                                | /ʔ/             | /ʔalb/             | /baʔara/            | /waʔt/            | /ʔa:l/          | /ʔamar/           | /ʔahwe/             | /ʔǝddām/              |
| Beirut, Libano                                                | /ʔ/             | /ʔalb/             | /baʔra/             | /waʔt/            | /ʔa:l/          | /ʔamar/           | /ʔahwe/             | /ʔǝdde:m/             |
| Giordania                                                     | /g/ o /ʔ/       | /galˤib/ o /ʔalib/ | /bagara/ o /baʔara/ | /wagǝt/ o /waʔǝt/ | /ga:l/ o /ʔa:l/ | /gamar/ o /ʔamar/ | /gahwah/ o /ʔahwah/ | /gidda:m/ o /ʾidda:m/ |
| Giordania rurale                                              | /g/             | /galib/, /galˤub/  | /bagara/            | /wagt/            | /ga:l/          | /gamar/           | /gahwe/, /gahweh/   | /gidda:m/             |
| Drusi                                                         | /q/             | /qalb/             | /baqara/            | —                 | /qa:l/          | /qamar/           | /qahwe/             | —                     |
| Nazareth, Israele                                             | /ʔ/ o [k]       | /ʔalb/ o /kalb/    | /baʔara/ o /bakara/ | /waʔt/ o /wakt/   | /ʔa:l/ o /ka:l/ | /ʔamar/ o /kamar/ | /ʔahwe/ o /kahwe/   | /ʔuddām/ o /kuddām/   |
| Gerusalemme (palestinese urbano)                              | /ʔ/             | /ʔalb/             | /baʔara/            | /waʔt/            | /ʔa:l/          | /ʔamar/           | /ʔahwe/             | /ʔudda:m/             |
| Bir Zeit, Cisgiordania                                        | /k/             | /kalb/             | /bakara/            | /wakt/            | /ka:l/          | /kamar/           | /kahwe/             | /kudd:m/              |
| Ṣanʿāʾ, Yemen                                                 | /g/             | /galb/             | /bagara/            | /wagt/            | /ga:l/          | /gamar/           | /gahweh/            | /gudda:m/             |
| Cairo, Egitto                                                 | /ʔ/             | /ʔalb/             | /baʔara/            | /waʔt/            | /ʔa:l/          | /ʔamar/           | /ʔahwa/             | /ʔudda:m/             |
| Alto Egitto, dialetto ṣa‘īdī                                  | /g/             | /galb/             | /bagara/            | /wagt/            | /ga:l/          | /gamar/           | /gahwa/             | /gudda:m/             |
| Sudan                                                         | /g/             | /galib/            | /bagara/            | /wagt/            | /ga:l/          | /gamra/           | /gahwa/, /gahawa/   | /gidda:m/             |
| Ouadai, Ciad                                                  | /g/, occ. /q/   | —                  | /beger/             | /waqt/            | /ga:l/          | /gamra/           | /gahwa/             | —                     |
| Bengasino, Libia orientale                                    | /g/             | /galˤǝb/           | /ǝb'gǝrˤa/          | /wagǝt/           | /ga:lˤ/         | /gǝmarˤ/          | /gahawa/            | /gidda:m/             |
| Tunisi, Tunisia                                               | /q/, occ. /g/   | /qalb/             | /bagra/             | /waqt/            | /qal/           | /gamra/, /qamra/  | /qahwa/             | /qoddem/              |
| El Hamma de Gabes, Tunisia                                    | /g/             | /galab/            | /bagra/             | /wagt/            | /gal/           | /gamra/           | /gahwa/             | /geddem/              |
| Marazig, Tunisia                                              | /g/, occ. /q/   | /galab/            | /bagra/             | /wagt/            | /gal/           | /gamra/           | /gahwa/, /qahwa/    | /qoddem/, /geddem/    |
| Giudeo-algerino (giudeo-arabo)                                | /ʔ/             | /ʔǝlb/             | /baʔra/             | /wǝʔt/            | /ʔal/           | /ʔǝmr/            | /ʔahwa/             | /ʔǝddam/              |
| Sétif, Algeria                                                | /g/             | /gǝlb/             | /bagra/             | /waqt/            | /gal/           | /gmar/            | /qahwa/             | /guddam/              |
| Ǧiǧel (Algeria)                                               | /k/             | /kǝlb/             | /bekra/             | /wǝkt/            | /kal/           | /kmǝr/            | /kahwa/             | /kǝddam/              |
| Rabat, Marocco                                                | /q/             | /qǝlb/             | /bgar/              | /waqt/            | /qal/, /gal/    | /qamar/, /gamra/  | /qahǝwa/            | /qǝddam/, /gǝddam/    |
| Casablanca, Marocco                                           | /q/, occ. /g/   | /qǝlb/             | /bgar/              | /waqt/            | —               | /qǝmr/, /gamra/   | —                   | /qoddam/              |
| Nord di Taza, Marocco                                         | /q/ o /g/       | —                  | —                   | /waqt/            | —               | /gǝmra/           | —                   | —                     |
| Khouribga, Marocco                                            | /g/ o /q/       | /galb/             | /bgar/              | /waqt/            | /gal/           | /gamra/           | /qahǝwa/            | /guddam/              |
| Fès, Marocco                                                  | /ʔ/             | /ʔǝlb/             | –                   | /wǝʔt/            | /ʔal/           | /ʔǝmr/            | /ʔǝhwa/             | /ʔoddam/              |
| Ebrei marocchini (giudeo-arabo)                               | /q/             | /qǝlb/             | /bqar/              | /wǝqt/            | /qal/           | /qmǝr/            | /qǝhwa/             | /qǝddam/              |
| Maltese                                                       | /ʔ/ (scritta q) | /ʔalb/             | /baʔra/             | /waʔt/            | /ʔal/           | /ʔamar/           | —                   | /ʔuddiem/             |
| Cipriota maronita                                             | /k/ occ. /x/    | /kalp/             | /pakar /            | /oxt/             | /kal/           | /kamar/           | —                   | /kin'tam/             |
| Andaluso (registro basso)                                     | /k/             | /kalb/             | /bakar/             | /wakt/            | —               | /kamar/           | —                   | /kud'dim/             |

- il colpo di glottide /ʔ/ dell'arabo classico è scomparso.
  - in prossimità di vocali di verifica la seguente semplificazione, nell'ordine:
    - V1ʔV2 → V̄ se V1 = V2
    - aʔi aʔw → aj aw
    - iʔV uʔV → ijV uwV
    - VʔC → V̄C
    - altrove, /ʔ/ è semplicemente caduto.

  - in arabo classico e standard, /ʔ/ è ancora pronunciato.
  - siccome questo fenomeno sia era già verificato nel dialetto meccano al tempo in cui il Corano fu scritto, ciò si riflesse nell'ortografia dell'arabo, in cui un diacritico apposito detto hamza fu posto o su ʾalif, wāw o yāʾ, oppure "sulla riga" (fra le lettere), a seconda del contesto. A causa di questo, la difficoltà di scrittura delle parole che contengono /ʔ/ è probabilmente uno dei problemi più spinosi dell'ortografia araba.
  - i dialetti moderni hanno appianato le variazioni morfofonemiche (ad esempio, /qaraʔ/ "leggere" diventa /qara/ o /ʔara/, un verbo difettivo).
  - /ʔ/ è moderatamente riapparso in molte parole a causa di prestiti dall'arabo classico. Inoltre, /q/ è diventato /ʔ/ in molti dialetti, sebbene questi due suoni siano in qualche misura distinguibili in egiziano, perché le parole che iniziano con un /ʔ/ originario lo possono elidere, mentre le parole che iniziano con un /q/ originario no.
- la /k/ classica spesso diventa /t͡ʃ/ nel Golfo Persico, in Iraq, in alcuni dialetti palestinesi rurali e in alcuni dialetti beduini quando è adiacente a una /i/, in particolare il pronome enclitico di seconda persona singolare femminile, in cui /t͡ʃ/ sostituisce il classico /ik/ o /ki/. In un numero ristrettissimo di varietà marocchine si affricatizza in /k͡ʃ/. Altrove rimane k.
- la /r/ classica è pronunciata /ʀ/ in qualche zona: a Mosul, ad esempio, e nella varietà ebraica di Algeri. In tutto il Nordafrica si è configurata una distinzione fra la semplice /r/ e l'enfatica [rˤ], a causa della confluenza delle vocali brevi.
- la /t/ classica (ma non l'enfatica classica /tˤ/) si è affricata in /t͡s/ in marocchino; essa è ancora distinguibile dalla sequenza [ts].
- la /ʕ/ classica in Iraq e in Kuwait è pronunciata con una chiusura della glottide, [ʔˤ]. In alcuni dialetti /ʕ/ si desonorizza in ħ prima di /h/, per alcuni cairoti /bitaʕha/ → /bitaħħa/ (o /bitaʕ̞ħa/) "suo (di lei)". Un residuo di questa regola si applica anche in maltese, in cui né /h/ né /ʕ/ etimologiche sono pronunciate così, ma danno /ħ/ in questo contesto: tagħha [taħħa] "suo (di lei)".
- la natura dell'enfasi differisce per qualche misura da dialetto a dialetto. Solitamente è descritta come una contemporanea faringalizzazione, ma nella maggior parte delle varietà sedentarie è piuttosto una velarizzazione, o una combinazione delle due; gli effetti fonetici di entrambi sono solo minimamente diversi. Normalmente si associa ad arrotondamento labiale; inoltre, le consonanti occlusive /t/ e /d/ sono dentali e leggermente aspirate quando non sono enfatiche, ma diventano alveolari e per nulla aspirate quando sono enfatiche.
- anche la /r/ classica è in corso di sdoppiamento con opposizione fra enfatica/non enfatica, con la prima che causa la propagazione dell'enfasi, proprio come le altre consonanti enfatiche. Originariamente, la r non enfatica si trovava prima di /i/ o fra /i/ e una consonante, mentre la [rˤ] enfatica si trovava principalmente in prossimità di ɑ.
  - i dialetti occidentali riflettono in gran parte questa descrizione, ma la situazione è molto più complicata nell'egiziano. La distribuzione allofonica esiste ancora per buona parte, sebbene non in ogni modo prevedibile; né l'una o l'altra varietà è utilizzata sistematicamente in parole diverse derivate dalla stessa radice. Inoltre, mentre i suffissi derivazionali (in particolare, /-i/ e /-ijja/ relazionali) influenzano in modo prevedibile una /r/ che li precede, i suffissi flessivi invece no.
- anche certe altre consonanti, a seconda del dialetto, causano la faringalizzazione dei suoni adiacenti, sebbene l'effetto sia tipicamente più debole rispetto alla vera propagazione dell'enfasi e di solito non ha effetto sulle vocali più lontane.
  - la fricativa velare /x/ e l'uvulare /q/ spesso causano un parziale arretramento di una /a/ adiacente (e di /u/ e /i/ in marocchino). Nel caso del marocchino, questo effetto è spesso descritto come meno forte della metà rispetto a una consonante enfatica, perché una vocale con consonanti uvulari da entrambi i lati subisce l'effetto in modo simile di quando ha un'enfatica da un solo lato.
  - le consonanti faringali /ħ/ e /ʕ/ non causano propagazione dell'enfasi e non hanno effetto, o quasi per nulla, sulle vocali adiacenti. In egiziano, ad esempio, la /a/ adiacente ad entrambi è un'avanzata /æ/. In altri dialetti, /ʕ/ è più probabile che abbia più effetto di /ħ/.
  - in alcuni dialetti del Golfo Persico /w/ e/o /l/ causano arretramento.
  - in alcuni dialetti, una parola come الله /aɫɫaː/ Allāh ha arretrato le /ɑ/ e in altri dialetti ancora ha velarizzato la /l/.

#### Vocali
- le vocali brevi classiche /a/, /i/ e /u/ subiscono vari cambiamenti.
  - le vocali brevi finali cadono nella maggior parte dei casi.
  - molti dialetti levantini hanno fatto confluire /i/ e /u/ in una /ə/ fonemica, salvo quando sono seguite direttamente da una consonante; questo suono può apparire allofonicamente come /i/ o /u/ in certi contesti fonetici.
  - i dialetti del Maghreb hanno fatto confluire /a/ e /i/ in /ə/, che cade se atona. Il tunisino mantiene questa distinzione, ma fa cadere queste vocali nelle sillabe aperte finali.
  - il marocchino, sotto il forte influsso del berbero, si spinge anche oltre. La /u/ si converte in labializzazione della velare adiacente, o confluisce in /ə/. Questo scevà cade sempre tranne in qualche parola terminante in -CCəC.
    - da ciò ne risulta che non c'è distinzione fra vocali brevi e lunghe; i prestiti dall'arabo classico hanno vocali "lunghe" (oggi pronunciate semilunghe) sostituite uniformemente alle vocali lunghe e brevi.
    - ciò comporta anche la formazione di agglomerati consonantici di una certa lunghezza, che sono (più o meno) sillabati secondo la gerarchia sonora. In alcuni subdialetti, in pratica, è molto difficile capire dove, se ci sono, si trovano picchi sillabici in lunghi agglomerati consonantici in una catena come /xsˤsˤk tktbi/ "tu (femm.) devi scrivere". Altri dialetti, nel nord, fanno una chiara distinzione; dicono /xəssək təktəb/ "tu vuoi scrivere", e non */xəssk ətkətb/.
    - nel marocchino la /a/ e la /i/ brevi sono confluite in un unico suono, oscurando la distribuzione originale. In questo dialetto, le due varietà si sono sdoppiate in due fonemi separati e l'uno o l'altro di questi fonemi si trova costantemente in tutte le parole derivate da una particolare radice, eccetto alcuni rari casi.
      - nel marocchino l'effetto allofonico delle consonanti enfatiche è più evidente che altrove.
      - la /a/ piena ne subisce l'effetto come descritto sopra, ma anche la /i/ e la /u/ lo subiscono, diventando rispettivamente /e/ e /o/.
      - in alcune varietà, come a Marrakech, gli effetti sono anche più estremi (e complessi), perché esistono entrambi gli allofoni medio-alto e medio-basso (/e/ e /ɛ/, /o/ e /ɔ/), oltre agli allofoni labializzati e avanzati della /u/ originaria (/y/, /ø/, /œ/), tutti dipendenti da fonemi adiacenti.
      - d'altra parte, la propagazione dell'enfasi nel marocchino è meno marcata che altrove; solitamente si propaga nella vocale piena più vicina da entrambi i lati, sebbene con alcune complicazioni aggiuntive.

  - /i~ɪ/ e /u~ʊ/ classiche sono diventate del tutto /e/ e /o/ in alcuni altri dialetti particolari.
  - nell'egiziano e nel levantino, le /i/ e le /u/ brevi si elidono in vari casi in sillabe non accentate (tipicamente in sillaba aperta; ad esempio, in egiziano questo accade solo alla vocale media di una sequenza VCVCV, a prescindere dai confini di parola). Nel levantino, comunque, gli agglomerati di tre consonanti non sono praticamente mai permessi. Nel caso si verifichi un tale raggruppamento di consonanti, lo si interrompe tramite l'inserimento di /ə/ nell'egiziano fra la seconda e la terza consonante, nel levantino invece fra la prima e la seconda.
- le vocali lunghe classiche sono abbreviate in alcuni casi.
  - le vocali lunghe finali sono abbreviate in tutti i dialetti.
  - in egiziano e in levantino le vocali lunghe atone sono abbreviate.
  - l'egiziano, inoltre, non tollera che una vocale lunga sia seguita da due consonanti, e di conseguenza la abbrevia. Un fenomeno di questo tipo è raro in arabo classico, ma si verifica spesso nei dialetti come risultato della caduta di una vocale breve.
- nella maggior parte dei dialetti, in particolare quelli sedentari, le /a/ e /aː/ classiche hanno due allofoni molto diversi l'uno dall'altro, a seconda del contesto fonetico.
  - accanto a una consonante enfatica o a una /q/ (ma di solito non accade con i suoni derivati da questo, /ɡ/ o /ʔ/), si realizza una variante posteriore ɑ; altrove, invece, si trova una variante fortemente anteriore /æ/~/ɛ/.
  - i due allofoni sono in corso di sdoppiamento fonemico in alcuni dialetti, in cui a ɑ si trova in alcune parole (in particolare prestiti stranieri) anche in assenza di consonanti enfatiche. Alcuni linguisti hanno ipotizzato dei fonemi enfatici aggiuntivi nel tentativo di spiegare questi fenomeni; nel caso estremo, ciò significa presumere che ogni fonema si presenti raddoppiato, cioè sia enfatico che non enfatico. Alcuni hanno cercato di rendere autonomi gli allofoni vocalici togliendo la pertinenza fonematica alle consonanti enfatiche. Altri hanno affermato che l'enfasi sia in realtà più una proprietà delle sillabe o di intere parole piuttosto che di singole vocali o consonanti. Nessuna di queste proposte sembra però essere particolarmente solida, data la variabilità e la natura imprevedibile della propagazione dell'enfasi.
  - diversamente dagli altri dialetti, l'ḥeǧāzī non ha sviluppato allofoni delle vocali /a/ e /aː/, e entrambi sono pronunciati a o [ä].
- i dittonghi classici /aj/ e /aw/ sono diventati eː o [e̞ː] e oː o [o̞ː] (ma confluiscono nelle originarie /iː/ e /uː/ nei dialetti maghrebini, ma sembra essere uno sviluppo secondario). I dittonghi si mantegono nel maltese e in alcuni dialetti urbani tunisini, in particolare quello di Sfax, mentre /eː/ e /oː/ si trovano in altri dialetti tunisini, come quello di Monastir.
- la posizione dell'accento è estremamente variabile fra dialetto e dialetto; in nessuno, comunque, ha pertinenza fonemica.
  - più comunemente cade sulla prima sillaba che contiene una vocale lunga, o una vocale breve seguita da due consonanti; ma non si ritrae mai oltre la terzultima sillaba. Ciò riflette la presunta accentazione dell'arabo classico (sebbene ci siano dissensi sull'assunto che l'accento non potesse mai ritrarsi oltre la terzultima sillaba), ed è anche quella applicata nell'arabo moderno standard (AMS).
    - in arabo classico e standard, l'accento non può cadere su una vocale lunga finale; comunque, ciò non comporta nessuna differenza nell'accentazione, perché le vocali lunghe finali dell'arabo classico si sono abbreviate in tutti i dialetti, e nessuna vocale lunga finale moderna deriva dallo sviluppo secondario di una vocale lunga seguita da una consonante.

  - in egiziano la regola è simile, ma l'accento cade penultima sillaba in parole del tipo ...VCCVCV, come in /makˈtaba/.
  - nel maghrebino l'accento cade sull'ultima sillaba in forme (originarie) del tipo CaCaC, con caduta della prima /a/. Quindi, جَبَل ǧabal 'montagna' diventa [ˈʒbəl].
  - nel marocchino spesso l'accento non è riconoscibile.

## Classificazione

### Varietà preislamiche
- nordarabico antico[18][19]
  - nordarabico delle oasi
    - dumaita
    - taymanita
    - dadanita
    - dialetti dispersi delle oasi

  - safaita
  - hismaico
  - thamudico
  - hasaitico
- arabo classico

### Varietà moderne

#### Varietà settentrionali
le varietà settentrionali sono influenzate dall'aramaico.
- levantino
  - levantino settentrionale
    - arabo siriano settentrionale
    - siriano
    - libanese

  - levantino meridionale
    - giordano
    - palestinese

  - arabo cipriota (ISO 639-3:acy)
  - bedawi (ISO 639-3:avl)
- arabo mesopotamico (ISO 639-3:acm)
  - varietà gelet
    - arabo di Baghdad
    - arabo khuzestano

  - varietà qeltu
    - arabo mesopotamico settentrionale (ISO 639-3:ayp)

#### Varietà centrali
Le varietà centrali sono influenzate dal copto e sono parlate in Nubia.
- egiziano (ISO 639-3:arz)
- ṣa‘īdī (ISO 639-3:aec)
- sudanese (ISO 639-3:apd)

#### Varietà occidentali
Le varietà occidentali sono influenzate dal berbero, dal punico e dalle lingue romanze.
- arabo maghrebino
  - koinè
    - marocchino (ISO 639-3:ary)
    - algerino (ISO 639-3:arq)
    - tunisino (ISO 639-3:aeb)
    - libico (ISO 639-3:ayl)

  - pre-hilalici
    - arabo andaluso (ISO 693-3: xaa)
    - ǧeblī
    - ǧiǧel
    - siculo-arabo
      - maltese (ISO 639-3:mlt)

  - hilalici
    - arabo sahariano (ISO 639-3:aao)
    - arabo ḥassānī (ISO 639-3:mey)

#### Varietà meridionali
Le varietà meridionali sono leggermente influenzate dal persiano e altre lingue dell'Asia meridionale.
- arabo peninsulare
  - arabo del Golfo (ISO 639-3:afb)
  - baḥreinita (ISO 639-3:abv)
  - naǧdī (ISO 639-3:ars)
  - ḥeǧāzī (ISO 639-3:acw)
- yemenita
  - ḥaḍramī (ISO 639-3:ayh)
  - sana‘ā’ (ISO 639-3:ayn)
  - taʿizzī-ʿadanī (ISO 639-3:acq)
  - ẓofārī (ISO 639-3:adf)
- omanita (ISO 639-3:acx)
- šiḥḥī (ISO 639-3:ssh)

#### Periferici
- arabi centro-asiatico
  - arabo tagico (ISO 639-3:abh)
  - arabo uzbeko (ISO 639-3:auz)
- širwānī (estinto)
- arabo ciadico (o baggara o shuwa) (ISO 639-3:shu)
- arabo nigeriano
- khuzestano

#### Varietà ebraiche
Le varietà ebraiche sono influenzate dall'ebraico e dall'aramaico.
- giudeo-arabo (ISO 639-3:jrb)
  - giudeo-iracheno (ISO 639-3:yhd)
    - giudeo-arabo di Baghdad

  - giudeo-marocchino (ISO 639-3:aju)
  - giudeo-tripolitano (ISO 639-3:yud)
  - giudeo-tunisino (ISO 639-3:ajt)
  - giudeo-yemenita (ISO 639-3:jye)

#### Creoli
- creolo arabo nubiano
- creolo arabo babaliano
- creolo arabo sudanese (ǧūbā)

#### Pidgin
- maridi
- turku

#### Varietà identificate con nazioni
- algerino
- bahreinita
- arabo ciadico
- egiziano
- emiratino
- iracheno
- giordano
- kuwaitiano
- libanese
- libico
- ḥassānī (mauritano)
- marocchino
- nigeriano
- omanita
- palestinese
- qatariota
- sahrawī
- somalo
- sudanese
- siriano
- tunisino
- yemenita

#### Varietà diglossiche
- arabo moderno standard (ISO 639-3:arb)

### Ulteriori letture
- Arabic Varieties: Far and Wide. Proceedings of the 11th International Conference of AIDA Bucharest 2015
- A Bibliography of Association Internationale de Dialectologie Arabe
- AIDA – Association Internationale de Dialectologie Arabe
- George Grigore, L'arabe parlé à Mardin. Monographie d'un parler arabe périphérique
- O. Durand, Introduzione ai dialetti arabi, Centro Studi Camito-Semitici, Milano, 1995
- O. Durand, Dialettologia araba, Carocci Editore, Roma, 2009
- O. Fischer W. & Jastrow, Handbuch der Arabischen Dialekte, Harrassowitz, Wiesbaden, 1980
- Jeffrey Heath, Ablaut and Ambiguity: Phonology of a Moroccan Arabic Dialect, Albany, State University of New York Press, 1987
- Clive Holes, Modern Arabic: Structures, Functions, and Varieties, Georgetown University Press, 2004 ISBN 1-58901-022-1
- Versteegh, Dialects of Arabic
- Kees Versteegh, The Arabic Language, New York, Columbia University Press, 1997